# Самойлович, Виктор Петрович
Ви́ктор Петро́вич Самойлович (14 сентября 1911 или 4 сентября 1911, Прилуки, Полтавская губерния — 11 апреля 2000) — архитектор, исследователь народной архитектуры, профессор, доктор искусствоведения.

## Биография
В 1940 г. окончил Киевский инженерно-строительный институт. Учился у И. Караки. В 1947 г. защитил кандидатскую диссертацию. В 1968 г. защитил докторскую диссертацию. В 1971 г. В. Самойловичу присвоено учёное звание «профессор».

## Публикации
- Самойлович В. П. Жилий будинок колгоспника (Жилой дом колхозника. Опыт строительства в лесостеп. полосе). — Київ: Вид-во АА УРСР, 1951. — 195 с.

- Самойлович В. П. Жилий будинок колгоспника (Жилой дом колхозника). — Изд. 2-е. — Київ: Держбудвидав УРСР, 1956. — 265 с. (1-е издание — 1951)

- Самойлович В. П. «Укр. пос. жилье и хоз. здания XIX — нач. XX века» (1957);
- Самойлович В. П. Народна творчість в архітектурi сільского житла (Народное творчество в архитектуре сельского жилья). — Київ: Держбудвидав УРСР, 1961. — 340 с.

- Самойлович В. П. Українське народне житло (кінець XIX — початок XX ст.). — Київ: Наукова думка, 1972. — 56 с.[1]

- Самойлович В. П. Народное архитектурное творчество: По материалам Украинской ССР. — Киев: Будівельник, 1977. — 232 с. — 15 000 экз.

- Самойлович В. П., соавтор «Украинское народное искусство. Живопись» (1979).
- Самойлович В. П. Народное архитектурное творчество Украины. — Изд. 2-е, перераб. и доп. — Киев: Будивэльнык, 1989. — 344, [16] с. — 4000 экз. — ISBN 5-7705-0179-0. (1-е издание — 1977)

- Самойлович В. П. Народная архитектура Украины в иллюстрациях. — Киев: Абрис, 1999. — 281 с. — 300 экз.[2]

### Статьи
- Самойлович В. П. Новые черты в облике сельских жилых домов западного региона УССР // Строительство и архитектура. — 1981, № 11. — С. 26—29.

- Самойлович В. П. Орнаментальний декор в оздобленнi сучасного сільського житла // Народна творчість та етнографія. — 1983, № 2. — С. 68—70.